# 華欣机場
華欣機場；英語：；IATA代码：；ICAO代码：）是一座服務泰國巴蜀吉利府華欣縣的國際機場。

## 機場更新
2018 年 8 月，機場局宣布未來 5 年將投入 35 億泰銖升級華欣機場，旅客數預期增加 10 倍到每年 300 萬。升級計畫需 4 至 5 年才會完工，工程內容包含擴建現有旅客航廈、建蓋第二座航廈、擴建維修機棚以及拓寬跑道寬度從 35 至 45 公尺。
2024年12月17日据泰国网报道：近日，泰媒曼谷邮报消息称，泰国交通部计划于明年将华欣机场升级为国际机场，交通部副部长玛纳蓬透露，目前已下令机场部门、泰国航空广播电台及其他部门机构着手准备，包括进一步获取将其发展成国际机场运营的证书。
　　而随着旅客数量不断增加，华欣机场的全面运营也将有助于增加泰国国内及国际航班的数量，从而让泰外旅客出行更加便捷。与此同时，华欣机场的升级不仅有利于旅游业的发展，还能进一步刺激经济。据机场部门负责人达奈表示，华欣机场的发展计划主要包括2个大项目。
　首先，将会扩大华欣机场飞机跑道的长度和宽度使其符合国际标准，以容纳更大的飞机，预算约为2.39亿泰铢。他透露，跑道扩建工程已经完成，目前正在等待泰国民航局的检查。其次，第2个项目便是扩建公路隧道、跑道带和末端安全区，耗资约为3亿泰铢，目前正在等待预算审批。
　　机场部门预计，上述项目合同将于本月签署，工程将于2025年1月开始，并预计在2026年4月完工。

## 航空公司與航點
| 航空公司      | 目的地 |
| ------------- | ------ |
| 亞洲航空 (AK) | 吉隆坡 |

## 外部連結
- 维基导游上有關華欣的旅行指南
- NOAA/NWS上VTPH机场的即時天氣